# Bojnik
Bojnik (srbskou cyrilicí Бојник) je město a správní středisko stejnojmenné opštiny v Srbsku v Jablanickém okruhu. Leží u řeky Pusta reka, asi 20 km západně od města Leskovac. V roce 2011 žilo v Bojniku samotném 6 688 obyvatel, v celé opštině pak 11 073 obyvatel, z nichž 82,83 % tvoří Srbové a 14,85 % Romové. Rozloha města je 9,87 km², rozloha opštiny 264 km².
K opštině patří sídla Borince, Brestovac, Crkvice, Ćukovac, Dobra Voda, Dobre Konjuvce, Dragovac, Dubrava, Đinđuša, Gornje Brijanje, Gornje Konjuvce, Granica, Ivanje, Kacabać, Kamenica, Kosančić, Lapotince, Lozane, Magaš, Majkovac, Mijajlica, Mrveš, Obilić, Obražda, Orane, Plavce, Pridvorica, Rečica, Savinac, Slavnik, Stubla, Turjane, Vujanovo, Zeletovo a Zorovac.
17. února 1942 se v Bojniku odehrál masakr, při němž bylo bulharskými okupačními jednotkami zavražděno celkem 476 obyvatel Bojniku, včetně žen, dětí a důchodců.